# Fidélis Cabral d’Almada
Fidélis Policarpo Cabral d’Almada (* 26. Februar 1929 in Mansôa, Region Oio, Portugiesisch-Guinea, heute Guinea-Bissau) ist ein Politiker der Partei Partido Africano da Independência da Guiné e Cabo Verde (PAIGC) aus Guinea-Bissau, der unter anderem zwischen 1983 und 1984 Außenminister war.

## Leben
Fidélis Policarpo Cabral d’Almada wurde nach der Erklärung der Unabhängigkeit von Portugal am 24. September 1973, die am 10. September 1974 von Portugal anerkannt wurde, 1973 Justizminister in der Regierung des Vorsitzenden des Staatsrates Luís Cabral. Er behielt dieses Ministeramt auch nach dem Sturz Cabrals am 14. November 1980 durch den bisherigen Premierminister João Bernardo Vieira bis 1983. Im Zuge einer Regierungsumbildung löste er 1983 Samba Lamine Mané als Außenminister ab und behielt dieses Amt bis 1984, woraufhin Júlio Semedo seine Nachfolge antrat.
1984 übernahm Almada in der Regierung von Präsident João Bernardo Vieira den Posten als Minister für Bildung, Kultur und Sport und hatte diesen bis 1989 inne. Zuletzt war er zwischen 1989 und 1992 Staatsminister im Präsidialamt und blieb bis 1992 in diesem Amt.